# Villafranca de Ordizia
Villafranca de Ordizia (oficialmente en euskera: Ordizia) es una localidad y municipio español situado en la provincia de Guipúzcoa, comunidad autónoma del País Vasco.

## Toponimia
La localidad nació en 1256, cuando el rey castellano Alfonso X el Sabio ordenó su fundación en el lugar que se llamaba Ordizia. Años más tarde, en 1268, el mismo rey otorgó a la población el título de villa y ciertos privilegios como el fuero de Vitoria, rebautizando la población como Villafranca, para incidir en los derechos de sus pobladores.
A lo largo de la historia han coexistido estos dos nombres; el de Villafranca y el de Ordizia, que se mantenía en el uso popular,[cita requerida] especialmente al hablar en euskera. Con la reforma de la nomenclatura municipal de 1916 el municipio cambió su nombre oficial por el de Villafranca de Oria, debido a que la legislación vigente invitaba a añadir un elemento distintivo a aquellos municipios que tenían poblaciones homónimas en el territorio nacional. Una de las formas más comunes de cumplir dicha norma era añadir el nombre del río que pasaba por el municipio, en este caso el río Oria. El nombre Villafranca de Oria no tenía, sin embargo, demasiado calado popular, por lo que el 17 de marzo de 1970 en acuerdo del Consejo de Ministros se autorizó el cambio a Villafranca de Ordizia, integrando así en el nombre compuesto del municipio las dos denominaciones tradicionales del mismo.
Finalmente, por la resolución del 4 de enero de 1982 de la Viceconsejería de Administración Local, publicada en el Boletín Oficial del País Vasco del 20 de enero del mismo año, se adoptó oficialmente la denominación de Ordizia, que es la de uso tradicional en euskera, adaptado a la actual grafía del idioma.
El significado etimológico de Ordizia es desconocido.

## Demografía
Villafranca de Ordizia cuenta con una población de 10 699 habitantes (INE 2024).
| Gráfica de evolución demográfica de Villafranca de Ordizia entre 1842 y 2021                                        |
| |
| Población de derecho según los censos de población del INE Población de hecho según los censos de población del INE |

## Geografía
Integrado en la comarca de Goyerri, se sitúa a 40 km de la capital donostiarra. El término municipal está atravesado por la autovía del Norte N-I, entre los pK 421 y 422, y por la carretera provincial GI-2133, que comunica con Zaldibia. El relieve es en general montañoso salvo en las tierras llanas cercanas al río Oria, que atraviesa el casco urbano. La altitud del municipio oscila entre los 760 m, en la zona más montañosa al noroeste, y los 140 m, a orillas del río Oria. El pueblo se alza a 155 m sobre el nivel del mar. 
| Noroeste: Beasáin | Norte: Isasondo | Noreste: Arama    |
| Oeste: Beasáin    |                 | Este: Arama       |
| Suroeste: Lazcano | Sur: Lazcano    | Sureste: Zaldivia |

## Administración y política

### Gobierno municipal
| Partido político | Partido político                                                   | 2023   | 2019   | 2015   | 2011   | 2007   | 2003        | 1999   | 1995   | 1991   | 1987   | 1983   | 1979   |
| Partido político | Partido político                                                   | Ediles | Ediles | Ediles | Ediles | Ediles | Ediles      | Ediles | Ediles | Ediles | Ediles | Ediles | Ediles |
|                  | Euskal Herria Bildu (EH Bildu)-Bildu                               | 7      | 7      | 5      | 7      | —      | —           | —      | —      | —      | —      | —      | —      |
|                  | Euzko Alderdi Jeltzalea-Partido Nacionalista Vasco (EAJ-PNV)       | 6      | 7      | 5      | 5      | 4      | 8           | 5      | 4      | 3      | 2      | 6      | 5      |
|                  | Partido Socialista de Euskadi-Euskadiko Ezkerra (PSE-EE PSOE)      | 2      | 1      | 1      | 1      | 3      | 3           | 2      | 1      | 2      | 1      | 2      | 1      |
|                  | Elkarrekin Podemos (EP)-Ezker Anitza-IU-Ezker Batua-Berdeak (EB-B) | 2      | 2      | 0      | 0      | 3      | 1           | 1      | 1      | —      | —      | 0      | 1      |
|                  | Partido Popular del País Vasco (PP)                                | 0      | 0      | 0      | 0      | 1      | 1           | 1      | 1      | —      | —      | —      | —      |
|                  | Ordizia Orain                                                      | —      | —      | 2      | —      | —      | —           | —      | —      | —      | —      | —      | —      |
|                  | Aralar                                                             | —      | —      | —      | 0      | EB-B   | —           | —      | —      | —      | —      | —      | —      |
|                  | Hamaikabat (H1!)                                                   | —      | —      | —      | 0      | —      | —           | —      | —      | —      | —      | —      | —      |
|                  | Eusko Alkartasuna (EA)                                             | —      | —      | —      | —      | 2      | —           | —      | 3      | 2      | 3      | —      | —      |
|                  | Herri Batasuna (HB)-Euskal Herritarrok (EH)                        | —      | —      | —      | —      | —      | Ilegalizado | 4      | 3      | 3      | 4      | 3      | 4      |
|                  | Euskadiko Ezkerra (EE)                                             | PSE-EE | PSE-EE | PSE-EE | PSE-EE | PSE-EE | PSE-EE      | PSE-EE | PSE-EE | 3      | 3      | 2      | 4      |
|                  | Partido Carlista de Euskal Herria                                  | —      | —      | —      | —      | —      | —           | —      | —      | —      | —      | —      | 2      |

#### Evolución de la deuda viva municipal
El concepto de deuda viva contempla sólo las deudas con cajas y bancos relativas a créditos financieros, valores de renta fija y préstamos o créditos transferidos a terceros, excluyéndose, por tanto, la deuda comercial. La deuda viva municipal por habitante en 2014 ascendía a 366,52 €.
| Gráfica de evolución de la deuda viva del Ayuntamiento entre 2008 y 2023                          |
|                                                                                                   |
| Deuda viva del Ayuntamiento de Ordizia, en miles de euros, según datos del Ministerio de Hacienda |

## Cultura

### Fiestas patronales
El 24 de julio comienzan las fiestas patronales en honor de Ana mari santa Ana y duran hasta el 27, cuando se celebra el día de cuadrillas. El 25 se realiza una fiesta llamada matutina, en la que las diferentes cuadrillas del municipio se disfrazan y sacan a pasear sus carrozas durante toda la noche. A las 6 de la mañana se realiza una tamborrada, de ahí el nombre de matutina.

### Fiestas Vascas-Euskal Jaiak de Ordizia
Todos los años en el mes de septiembre se celebra la Feria Extraordinaria de Fiestas Vascas de Ordizia, más conocida como Euskal Jaiak de Ordizia o Fiestas Vascas de Ordizia, cuyo origen se remonta al año 1614.

### Efemérides
El 5 de diciembre de 2007, por primera vez, un jefe de Estado visitó Ordizia en sus ocho siglos de historia: La presidenta filipina Gloria Macapagal Arroyo y el presidente vasco Juan José Ibarretxe inauguraron oficialmente los actos del 500.º Aniversario del nacimiento del religioso y navegante vasco Andrés de Urdaneta.

### Deporte
El deporte rey del municipio y de su comarca es el rugby. Su equipo de referencia es el Ordizia Rugby Elkartea, que se proclamó dos veces campeón de la Copa del Rey: en 2012 y 2013.
El baloncesto siempre ha sido un deporte minoritario pero con buenos resultados, llevando una trayectoria ascendente. Su equipo en Liga EBA es famoso por tener en sus filas a Asier de la Iglesia, jugador con esclerosis múltiple

## Ciudades hermanadas
- Trujillo, España
- Acapulco, México[16]
- Callao, Perú[17]
- Santa Amalia, España